# Adolf Frederick I, Duce de Mecklenburg-Schwerin
Adolf Frederick I (15 decembrie 1588 – 27 februarie 1658) a fost Duce suveran de Mecklenburg-Schwerin din 1592 până în 1628 și din nou din 1631 până în 1658. Între 1634 și 1648 Adolf Frederick a fost de asemenea Prinț-Episcop de Schwerin.

## Biografie
A fost fiul Ducelui Johann al VII-lea de Mecklenburg-Schwerin și al Sofiei de Schleswig-Holstein-Gottorp, fiica Ducelui Adolf de Holstein-Gottorp și a Christinei de Hesse.
Adolf Frederick avea 4 ani la moartea tatălui său. El și fratele său Johann Albert al II0lea au domnit sub regența Ducelui Ulrich III de Mecklenburg-Güstrow și Karl I de Mecklenburg (unchii tatălui său). Cei doi frați au preluat guvernarea asupra Mecklenburg-Schwerin la începutul lui aprilie 1608, și după decesul lui Karl la 22 iulie 1610 au preluat și guvernarea asupra Mecklenburg-Güstrow.
În 1621 ducatul de Mecklenburg a fost oficial divizat între cei doi frați, Adolf Frederick domnind în Mecklenburg-Schwerin și Johann Albert domnind în Mecklenburg-Güstrow.

### Căsătorii și copii
Adolf Frederick I a avut 19 copii.
S-a căsătorit pentru prima dată la 4 septembrie 1622 cu Anna Maria de Ostfriesland, fiica contelui Enno al III-lea de Ostfriesland și a Annei de Holstein-Gottorp. Ei au avut următorii copii:
- Christian Ludwig I (11 decembrie 1623, Schwerin – 21 iunie 1692,  Den Haag), Duce de Mecklenburg-Schwerin.
- Sophie Agnes (11 ianuarie 1625, Schwerin – 26 decembrie 1694, Rühn), stareță de Rühn (1654).
- Karl (8 martie 1626, Schwerin – 20 august 1670, Mirow), Duce de Mecklenburg-Mirow.
- Anna Maria (1 iulie 1627, Schwerin – 11 decembrie 1669, Halle a.d.Saale), căsătorită în 1647 cu August, Duce de Saxa-Weissenfels.
- Johann Georg (5 mai 1629, Lichtenburg – 9 iulie 1675, Mirow), Duce de Mecklenburg-Mirow.
- Hedwig (11 august 1630, Lübeck – 17 mai 1631, Lübz).
- Gustav Rudolph (26 februarie 1632, Schwerin – 14 mai 1670, Tempzin).
- Juliane (8 noiembrie 1633, Schwerin – 3 februarie 1634, Schwerin).

Adolf Frederick s-a căsătorit a doua oară în 1635 cu Marie Katharina (1616–1665), fiica Ducelui Julius Ernest de Brunswick-Dannenberg.  Ei au avut următorii copii:
- Juliane Sibylla (16 februarie 1636, Schwerin – 2 octombrie 1701, Rühn), stareță de Rühn (9 martie 1695).
- Frederick I (13 februarie 1638, Schwerin – 28 aprilie 1688, Schloss Grabow), Duce de Mecklenburg-Grabow.
- Christina (august 1639, Schwerin – 30 iunie 1693, Gandersheim), stareță de Gandersheim (1681).
- Bernhard Sigismund (21 ianuarie 1641, Schwerin – 15 noiembrie 1641, Schwerin).
- Augusta (24 septembrie 1643, Schwerin – 5 mai 1644, Schwerin).
- Maria Elisabeth (24 martie 1646, Schwerin – 27 aprilie 1713, Gandersheim), stareță de Rühn (1705), stareță de Gandersheim (1712).
- Anna Sophia (24 noiembrie 1647, Schwerin – 13 august 1723, Juliusburg), căsătorită în 1677 cu Julius Siegmund, Duce de Württemberg-Juliusburg.
- Adolph Ernest (22 noiembrie 1650, Schwerin – 13 ianuarie 1651, Schwerin).
- Philipp Louis (30 mai 1652, Schwerin – 20 octombrie 1655, Schwerin).
- Henry William (6 iunie 1653, Schwerin – 2 decembrie 1653, Schwerin).
- Adolf Frederick II (19 octombrie 1658 – 12 mai 1708), Duce de Mecklenburg-Strelitz.